# Сладкопевцев, Владимир Владимирович
Влади́мир Влади́мирович Сладкопе́вцев (21 декабря 1876 (3 января 1877), Оренбург — 29 ноября 1957, Ленинград) —  русский и советский актёр театра и кино, литератор, театральный педагог. Орден Трудового Красного Знамени (1940).
Был знаком с Сергеем Есениным.
Автор книг «Мои воспоминания» (т. 1-2, 1912—1914), «Выразительное слово». В дом В.В.Сладкопевцева на Б. Пушкарской в Петрограде в 1915 году поэт Н. Клюев привёл молодого Сергея Есенина, который впоследствии брал у Сладкопевцева уроки сценической речи.

## Биография
Родился 21 декабря 1876 (3 января 1877) года в Оренбурге в семье чиновника казённой палаты Владимира Алексеевича Сладкопевцева (ум.1890-е) и домохозяйки Зинаиды Николаевны Сладкопевцевой (урождённой Тульчинской; ум.1928).
Окончил юридический факультет Московского университета. Ещё будучи студентом дебютировал в роли Хлестакова в спектакле Общества искусства и литературы в Москве. В 1898—1903 играл на сценах Общества и театра Народных развлечений.
Сценическую деятельность начал в Одессе в 1904 году, куда приехал в 1902 году после шестимесячного тюремного заключения за участие в студенческих беспорядках в Москве. Поступил в антрепризу А. И. Сибирякова, а после краха театра Сибирякова был зачислен младшим кандидатом на судебные должности в Одесский окружной суд. В 1906 году работал помощником присяжного поверенного.
В 1907—1917 годах был актёром театра А. С. Суворина. В этот период в 1916 году заведовал делопроизводством в канцелярии лазарета в Федоровском городке.
Покинул сцену в 1918 году и до конца жизни оставался театральным педагогом, исследователем техники сценической речи. Преподавал в училище при Малом (Суворинском) театре (1908—1915). В 1918—1923 годах — профессор Киевского музыкально-драматического института им. Н. В. Лысенко. Преподавал в русском и тюркском трудовом техникуме в Баку в 1923—1927 годах. С 1927 года — заведующий кафедрой сценической речи Ленинградского техникума сценических искусств (ЛГТИ). Среди его учеников — М. Чехов, С. Есенин, Г. Артоболевский, В. Куза, А. Перегонец, В. Софронов, Г. Ярон, В. Строева, А. Каплер, Н. Татищев, Е. Финкельштейн. С 1930-х годов активно снимался в кино, чаще всего исполняя второстепенные роли в фильмах. Снимался с 1927 года.
Умер 29 ноября 1957 года в Ленинграде, похоронен на Большеохтинском кладбище.

### Семья
Был женат на Анне Абрамовне Гельман (1877—1980). Дочь Вера Владимировна Сладкопевцева (1906—1984). Дочь Ирина Владимировна Сладкопевцева (1913—2017). 

## Творчество

### Фильмография
- 1927 — Могила Панбурлея — мужик
- 1931 — Златые горы — эпизод (нет в титрах)
- 1931 — Одна — Старичок в коридоре Губнаробраза
- 1932 — Аноха — Тих Тихыч
- 1932 — Встречный — Геннадий Сергеевич Моргун, «заводской леший»
- 1932 — Первый взвод — Шмидт, хозяин магазина
- 1934 — Крестьяне — Володька
- 1934 — Чапаев — генерал
- 1934 — Юность Максима — начальник тюрьмы (нет в титрах)
- 1935 — Горячие денёчки — эпизод (нет в титрах)
- 1935 — Инженер Гоф — горбун
- 1935 — Подруги — посетитель трактира
- 1936 — Депутат Балтики — профессор (нет в титрах)
- 1936 — На отдыхе — Николай Николаевич, отец Тани
- 1936 — Путешествие в Арзрум — солдат Мищенко
- 1937 — Возвращение Максима — метранпаж
- 1938 — Амангельды — губернатор
- 1942 — Оборона Царицына — Тимофеич
- 1946 — Во имя жизни — учёный

### Спектакли

#### Роли в театре
Театр Народных развлечений
- 1898 — «Ревизор» Н. В. Гоголя — Хлестаков

Театр им. Сибирякова
- 1904 — «Без вины виноватые» А. Н. Островского — Шмага

Театр Суворина
- 1908 — «Двенадцатая ночь» У. Шекспира (реж. Н. Арбатов) — сэр Эгьючик
- 1910 — «Шантеклер» Э. Ростана (реж. Б. Глаголин) — дрозд
- 1910 — «Дачные барашни» К.И. Острожского (реж. Н. Арбатов) — Тусик
- 1912 — «На автомобиле» Б.С. Глаголина (реж. Б.С.  Глаголин) — Горничная Палаша в Водевиле

## Награды и звания
- Орден Трудового Красного знамени (1 июня 1940)